# عدو سريع

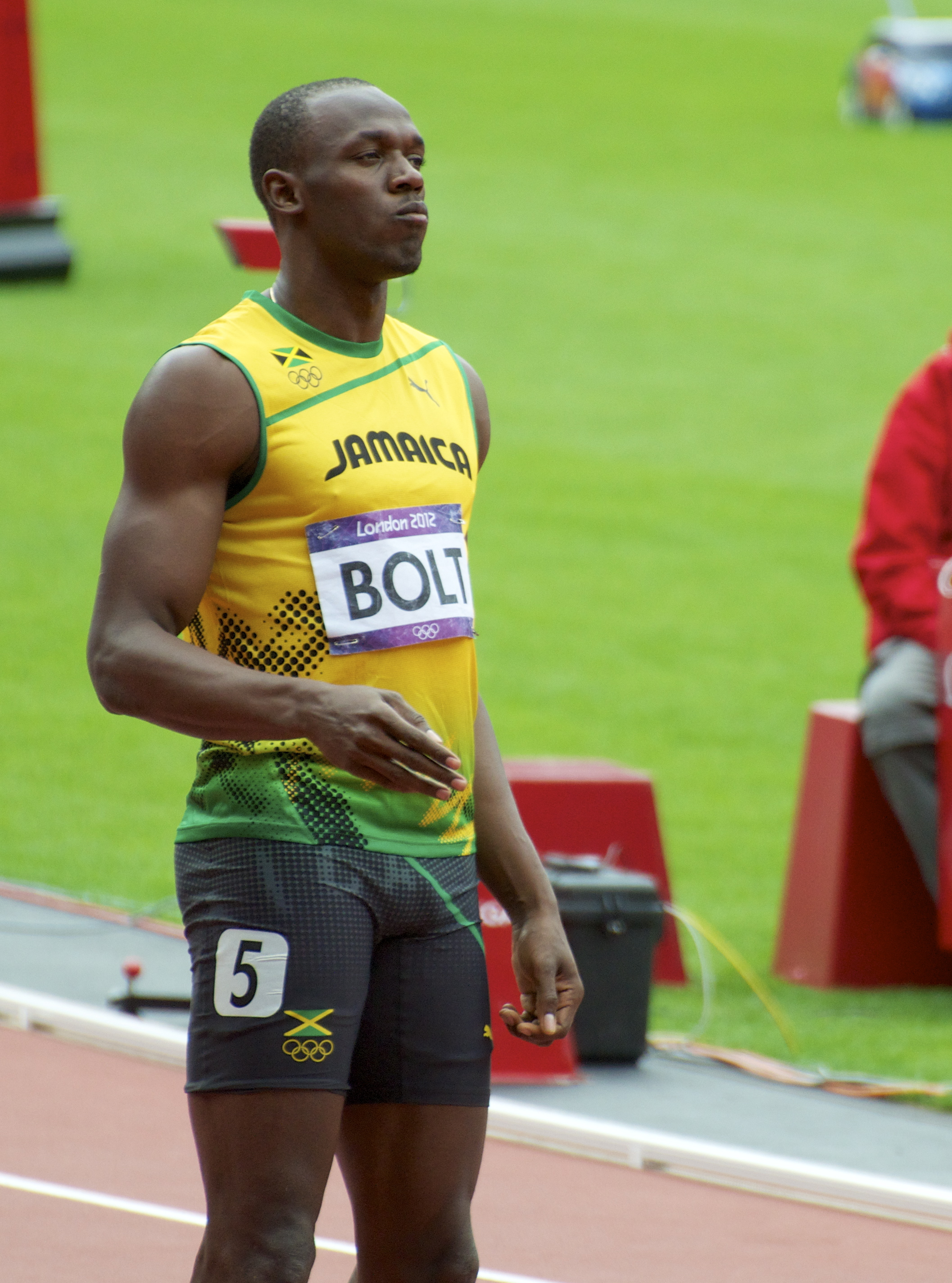
يوسين بولت، صاحب الرقم القياسي العالمي في سباق 100 متر و 200 متر

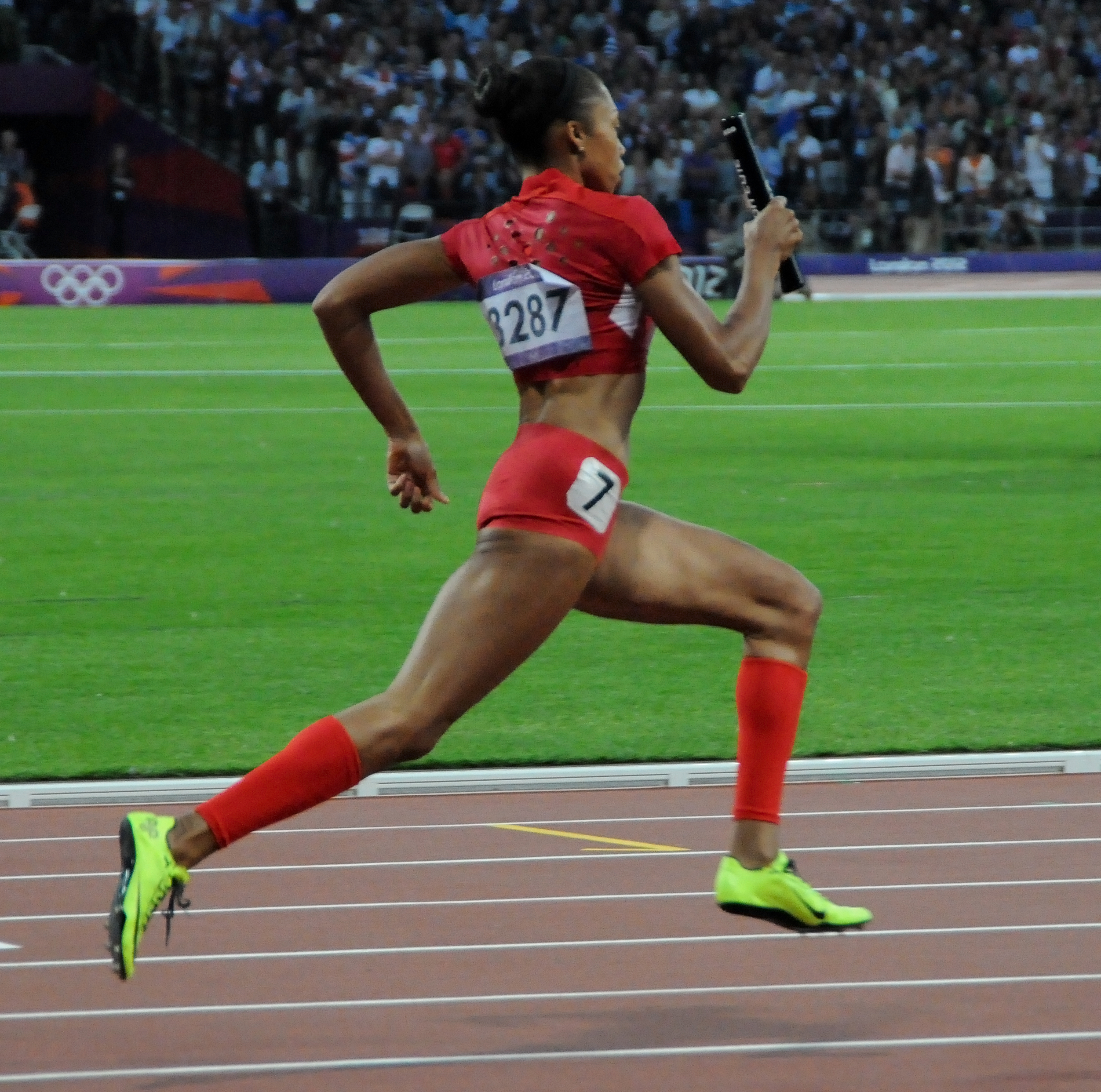
Allyson Felix, at London 2012 Summer Olympics

العدو السريع أو الشَّدُّ أو العدو (بالإنجليزية: Sprint)‏ هو الجري على مسافة قصيرة في فترة زمنية محدودة. يتم استخدامه في العديد من الرياضات التي تحتاج الركض كوسيلة للوصول بسرعة إلى هدف ما، أو تجنب أو جذب خصم. يوضح علم وظائف الأعضاء البشرية أن العداء لا يمكنه الحفاظ على السرعة القصوى لأكثر من 30-35 ثانية بسبب استنفاد مادة الفسفوكرياتين المخزنة في العضلات.
في ألعاب القوى وسباقات المضمار والميدان، يعتبر العدو السريع من السباقات التي تجري على مسافات قصيرة. وهي من أقدم مسابقات الجري، التي تم تسجيلها في الألعاب الأولمبية القديمة. تقام ثلاث سباقات حاليًا في الألعاب الأولمبية الصيفية وبطولة العالم لألعاب القوى: 100 متر و200 متر و400 متر.
على المستوى الاحترافي، يبدأ العداؤون السباق من خلال تولي وضعية ثابتة في نقطة البداية قبل الميل إلى الأمام والانتقال تدريجياً إلى وضع مستقيم مع تقدم السباق. يختلف وضع الاستعداد حسب البداية. فوضع الجسم له أهمية كبرى في إنتاج القوة المناسبة للجري. من الناحية المثالية، يجب أن يبدأ الرياضي في وضع «4 نقاط» وأن يدفع باستخدام كلا الساقين لتحقيق إنتاج أقصى قوة. يبقى الرياضيون في نفس المسار على مضمار الجري في جميع أحداث الجري، باستثناء 400 متر في الصالات المغطاة. السباقات حتى 100 متر تركز إلى حد كبير على التسارع إلى أقصى سرعة، بينما كل السباقات التي تتجاوز 100 متر فتعتمد على عنصر القدرة على التحمل.

## التاريخ

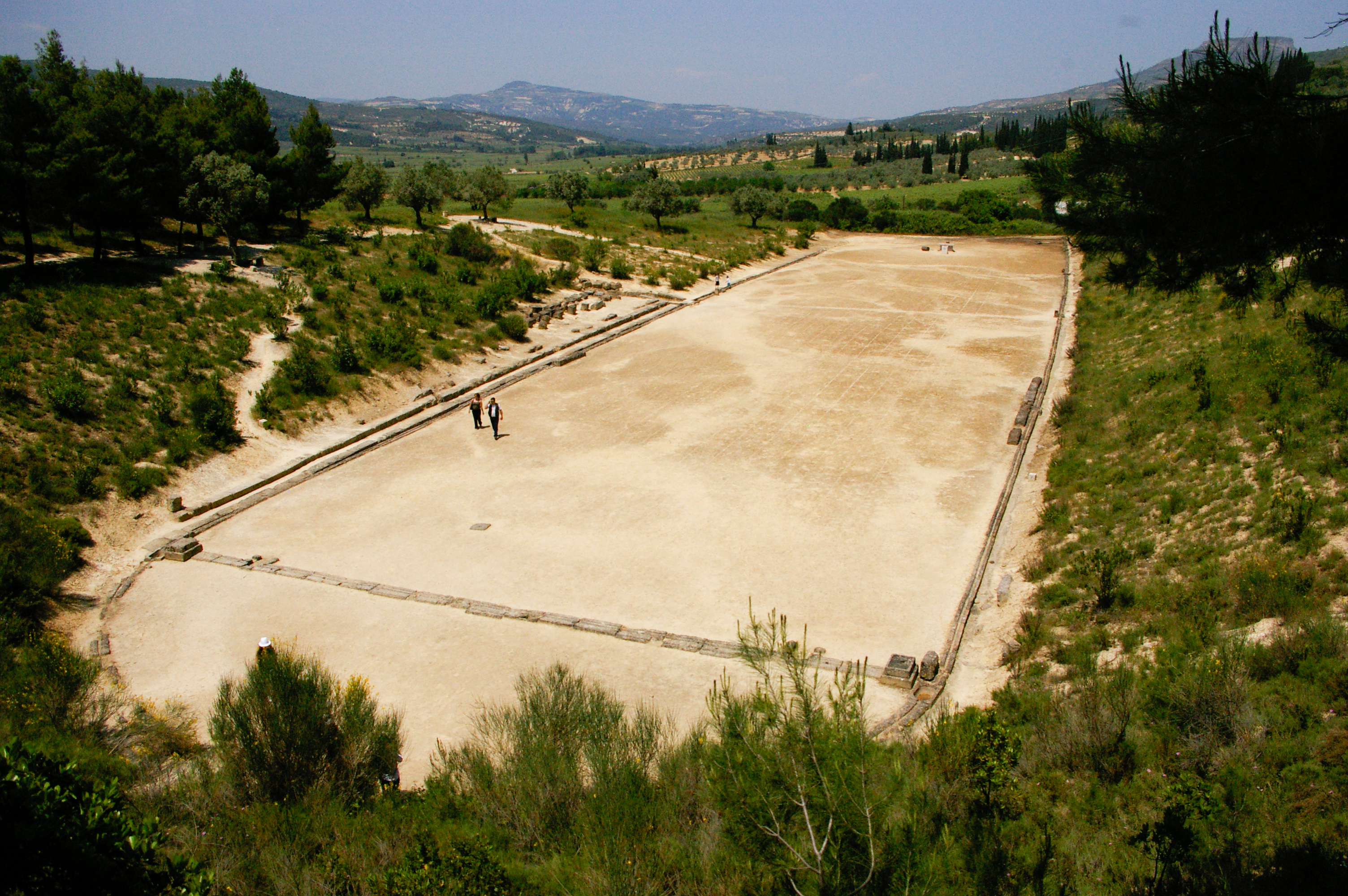
استاد نيميا القديمة، اليونان.

تضمنت النسخ الـ13 الأولى من دورة الألعاب الأولمبية القديمة حدثًا واحدًا فقط هو سباق الاستاد، الذي كان سباقًا سريعًا من نهاية الاستاد إلى الطرف الآخر. كان دياولوس (سباق الجري) سباقًا مزدوجًا، ق. 400 متر (1,300 قدم)، تم إضافته في الأولمبياد الرابع عشر للألعاب الأولمبية القديمة (724   قبل الميلاد).
سباقات العدو الحديثة كانت تستخدم الوحدات الإمبراطورية التي تغيرت فيما بعد إلى النظام متري: فمثلا سباق 100 متر تطورت سباق 100 ياردة، وسباق ال 200 متر جاء من مسافة من الفرلنغ (1/8 من الميل)، وسباق ال 400 متر كان لمسافة 440 ياردة أو ربع ميل.

## العوامل البيولوجية للعدائين
تشمل العوامل البيولوجية التي تحدد إمكانات العداء ما يلي: 
- الطول
- قوة العضلات
- استخدام الأدرينالين
- القدرة على التنفس اللاهوائي
- ضبط الاستنشاق
- سرعة القدم
- استخدام العضلة الهيكيلية[10]
- طول الرِجل
- اتساع الحوض[بحاجة لمصدر]

## المسابقات

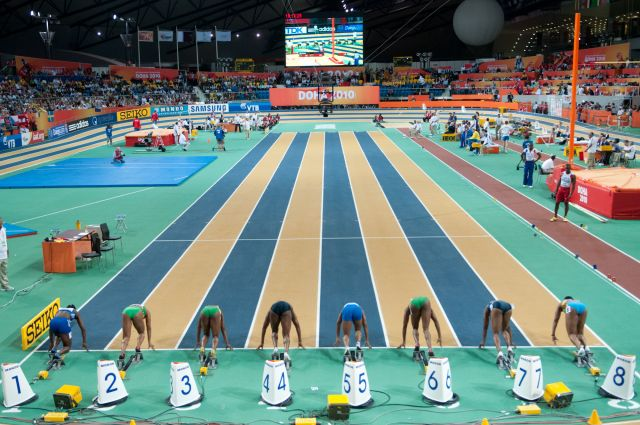
بداية الستين مترا للسيدات في بطولة العالم 2010 داخل الصالات

### المسافات المعاصرة الشهيرة

#### 60 مترًا
- عادةً ما يتم عمل مسابقة ال 60 مترًا في الصالات المغلقة، على مقطع مستقيم من مضمار رياضي داخلي. نظرًا لأن السباقات على هذه المسافة يمكن أن تستغرق حوالي ست أو سبع ثوانٍ، فإن ضبط وقت رد الفعل بصورة جيدة وبالتالي الانطلاق السريع هو أمر حيوي في هذا السباق أكثر من أي سباق آخر.
- هذه هي المسافة المطلوبة تقريبًا للوصول إلى أقصى سرعة للإنسان ويمكن جريها في نفس واحد. وهذا السباق يُستخدم للتدريب والاختبار في رياضات أخرى (على سبيل المثال، اختبار السرعة لكرة القدم الأمريكية، على الرغم من أن 40 ياردة أكثر شيوعًا هناك).
- الرقم القياسي العالمي في هذا السباق يحمله العداء الأمريكي كريستيان كولمان بزمن قدره 6.34   ثانية.
- يتم استخدام سباق ال 60 مترًا في السباقات الخارجية للرياضيين الصغار عند بدء سباق العدو.

ملاحظة: المسافات المستخدمة داخل الصالات قد لا تخضع للتوحيد، لأن العديد من المرافق تستخدم مسافات أقصر أو أطول أحيانًا حسب المساحة المتاحة. لكن 60 مترًأ هو المسافة التي تستخدم رسميا في البطولات.

#### 100 مترًأ

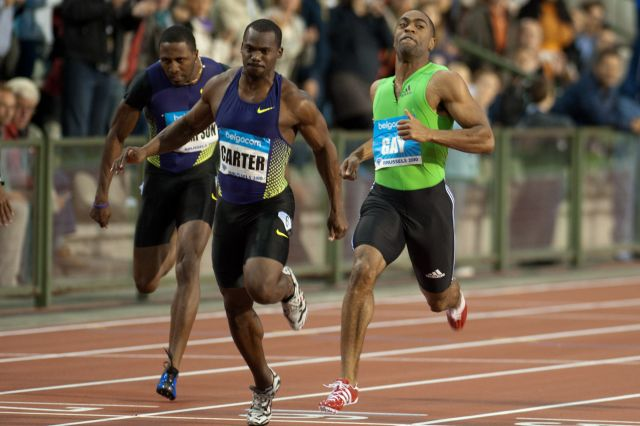
تايسون جاي يكمل سباق 100 متر

- سباق العدو 100 متر يجري على أحد أضلاع مضمار ال 400 متر وعادة ما يكون خارج الصالات. في كثير من الأحيان، يعتبر حامل الرقم القياسي العالمي في هذا السباق هو «أسرع رجل / امرأة في العالم». الرقم القياسي العالمي الحالي هو 9.58 ثانية ويحمله يوسين بولت من جامايكا، وقد حققه في 16 أغسطس 2009 في بطولة العالم لألعاب القوى لعام 2009. بينما الرقم القياسي العالمي للسيدات هو 10.49 ثانية وتحمله فلورنس جريفيث-جوينر.
- عادةً ما يحتاج العدائين الذكور العالميين (دون 10.10 ثانية) إلى ما بين 41 إلى 50 خطوة لقطع مسافة 100 متر بأكملها.[11]

#### 200 مترًا
- يبدأ سباق ال 200 متر على منحنى المضمار القياسي (حيث يتم وضع المتسابقين في وضع البداية، لضمان قطعهم جميعًا نفس المسافة)، وينتهي عند خط البداية. تعد القدرة على «الجري مع الانحناء الجيد» هي مفتاح الفوز، فالعداء يجب أن يكون قادرًا على الركض 200 مترا في سرعة أعلى من سرعة ال 100متر. بينما ركض يوسين بولت 200 مترا في وقت قياسي عالمي هو 19.19 ثانية، بمتوسط سرعة قدره 10.422  مترا /ث، في حين أنه ركض 100 مترا في وقت قياسي عالمي هو 9.58 ثانية، بمتوسط سرعة قدرها 10.438 مترا/ث.
- داخل الصالات، يتم هذا السباق كحلقة واحدة من المضمار، مع أوقات أبطأ قليلاً فقط مما يجري في الخارج.
- كان هذا السباق أقصر قليلاً (لكنه يسير على خط مستقيم)، ويُسمى ستاديون (سباق الجري) هو أول حدث مسجل في الألعاب الأولمبية القديمة وهو أقدم حدث رياضي رسمي معروف في التاريخ.

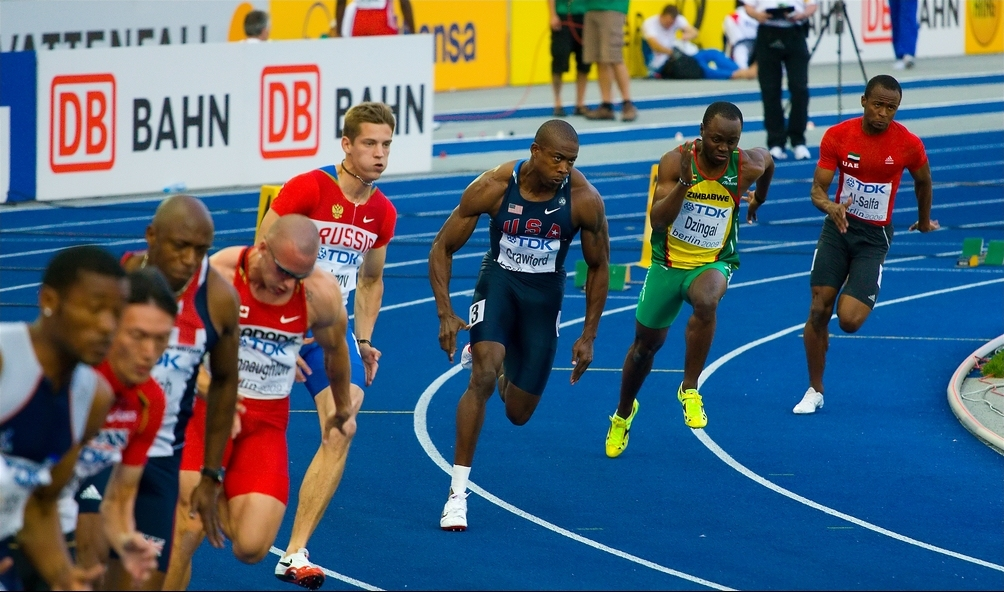
سباق 200 متر على مضمار منحني

- الرقم القياسي العالمي في هذا السباق هو 19.19 ثانية، حققه يوسين بولت في 20 أغسطس 2009 في بطولة العالم لألعاب القوى لعام 2009.

#### 400 مترًا
- سباق ال 400 متر هو لفة واحدة حول المضمار داخل الصالات. يقف المتسابقون في أماكن البداية لضمان أن يجري الجميع نفس المسافة. تم تصنيف هذا الحدث على أنه سباق، بالرغم من أن هناك مجالًا أكبر لاستخدام التكتيكات في السباق. ففي الواقع فإن سباق ال 400 م أكثر بكثير من أربعة أضعاف سباق ال 100 متر.
- الرقم القياسي العالمي حاليًا يحتفظ به في وايد فان نيكيرك بزمن قدره 43.03 ثانية وحققه في أولمبياد ريو 2016.[12]

#### سباق التناوب
- سباق التتابع 4 × 100 متر (أو 100 متر) هو سباق مشهور، بمعدل سرعة أسرع من سباق ال 100متر، حيث أن المتسابقين يمكن أن يبدأوا في التحرك قبل استلامهم للعصا. الرقم القياسي العالمي في هذا الحدث هو 36.84 ثانية، وحققه الفريق الجامايكي في 11 أغسطس 2012 في دورة ألعاب الأولمبياد الصيفية التي عقدت في لندن.
- غالبًا ما يقام سباق التتابع 4 × 400 متر في سباقات المضمار والميدان، وهو تقليديًا الحدث الأخير في البطولات الكبرى.

### المسافات التاريخية غير الشائعة

#### 50 ياردة (45.72 متر)
- كان السباق حدثًا شائعًا لمعظم الطلاب الأمريكيين، لأنه كان أحد أجزاء الاختبارات القياسية كجزء من جائزة الرئيس للرشاقة البدنية.[13]

#### 50 متر
سباق ال 50 متر هو حدث غير عادي وبديل لسباق ال 60 متر. حصل دونوفان بيلي على الرقم القياسي العالمي للرجال بزمن قدره 5.56 ثانية، بينما حصلت إيرينا بريفالوفا على الرقم القياسي العالمي للسيدات بزمن قدره 5.96 ثانية.

#### 60 ياردة (54.864 متر)
- هو سباق نادرًا ما يجري. يحتفظ Lee McRae بالرقم القياسي العالمي البالغ 5.99 ثانية، وتم تحقيقه في عام 1987. وغالبا ما يستخدم هذا السباق للتدريب على السرعة في كرة القدم الأمريكية.

#### 55 مترا
سباق ال 55 متر هو حدث غير شائع نتج عن قياس 60 ياردة، وهو بديل لسباق ال 60 مترا.

#### 70 ياردة
- هو سباق نادر للغاية، كان يجري في بعض الأحيان في الستينات. يحتفظ بوب هايز بالرقم القياسي العالمي وقدره 6.90 ثانية.

#### 100 ياردة (91.44 مترا)
- هو سباق خارج الصالات وهو السباق القياسي في الدول التي تتحدث الإنجليزية (تستخدم وحدات القياس الامبراطورية). كان جزءًا من ألعاب الكومنولث حتى عام 1966 وكان الحدث الأول في سباق المدرسة الثانوية الأمريكية حتى تحول إلى النظام المتري في عام 1980.
- حامل الرقم القياسي العالمي غير الرسمي هو الجامايكي أسافا باول بزمن قدره 9.07 ثانية.

#### 150 مترا

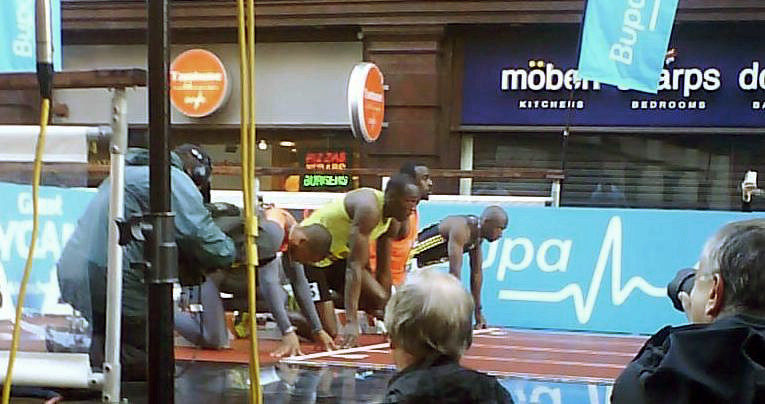
150 متر نهائي في ألعاب مانشستر سيتي 2009

- يمكن استخدام المسافة غير الرسمية البالغة 150 متر (164.042 ياردة) لقياس تحمل العداء ل 100 متر، أو لقياس سرعة العداء في سباق 200 متر. تم استخدام المسافة في سباق بين اثنين من أبطال أولمبياد 1996، هما الكندي دونوفان بيلي (الحاصل على الميدالية الذهبية لسباق 100 متر) والأمريكي مايكل جونسون (الحاصل على الميدالية الذهبية لسباق 200 م)، كان ذلك السباق لتقرير أيا منهما كان «أسرع رجل على وجه الأرض» (انظر سباق بيلي جونسون 150 متر).
- تم استخدام المسافة غير الرسمية للسباق للاستعراض خلال دورة ألعاب مدينة مانشيستر (المملكة المتحدة) لعام 2009. وشملت البطل الأولمبي أوسين بولت (جامايكا) إلى جانب إيفوري ويليامز (الولايات المتحدة الأمريكية) وسيميون ويليامسون (المملكة المتحدة) وغيرهم من نجوم المضمار الدولي. وشمل سباق الإناث كريستين أوروغو من بريطانيا (بطلة 400 متر) إلى جانب ديبي فيرجسون ماكنزي من جزر البهاما. ركض بولت المسافة في وقت قياسي قدره 14.35 ثانية.[14][15]

#### السباق في صورته الأولى Stadion

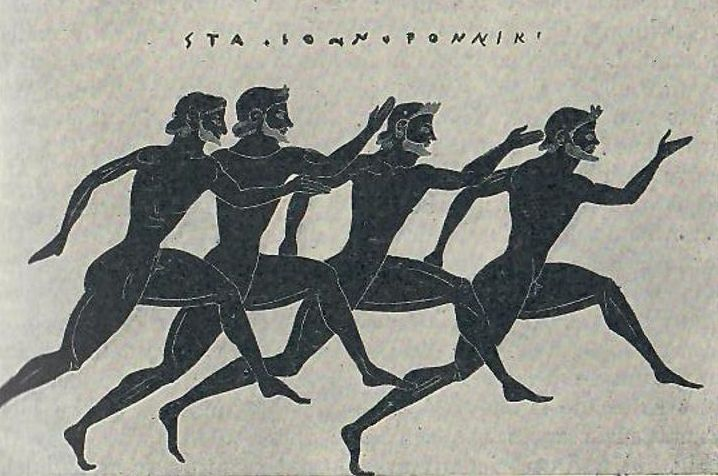
مشهد سباق من اليونان القديمة، ممثلة أصلاً في أمفورا بنثينية

كان stadion الاستاد، المعروف أيضًا باسم الاستاد، هو المضمار القياسي للجري السريع لمسافات القصيرة في اليونان القديمة. ومع ذلك، يمكن أن تختلف الملاعب من حيث الحجم ويبدو أنه لم يكن هناك طولا قياسيا محددا لها، على سبيل المثال يبلغ طول الاستاد في دلفي 177 مترا والأخرى في بيرجامون 210 مترا.

#### 300 مترا
- سباق ال 300 متر هو مسافة غير رسمية أخرى، ويمكن استخدامها لمساعدة عداء ال 200 متر على القدرة على التحمل، أو عداء ال 400 متر على السرعة. حاليا أفضل زمن في العالم لهذه المسافة هو 30.81 ثانية، وحققه وايد فان نيكيرك في أوسترافا جمهورية التشيك في عام 2017.[17] بينما أفضل زمن للنساء هو 35.30   ثانية، حققته آنا جيفارا في مكسيكو سيتي في عام 2003. تقوم الفتيات الصغيرات في العديد من البلدان بجري هذه المسافة بدلاً من 400 متر.

#### دياولوس
كان الدياولوس diaulos سباقا تم التنافس عليه في أولمبيا اليونانية القديمة وكان ضعف طول الملعب.

## قواعد اللعبة

### البداية

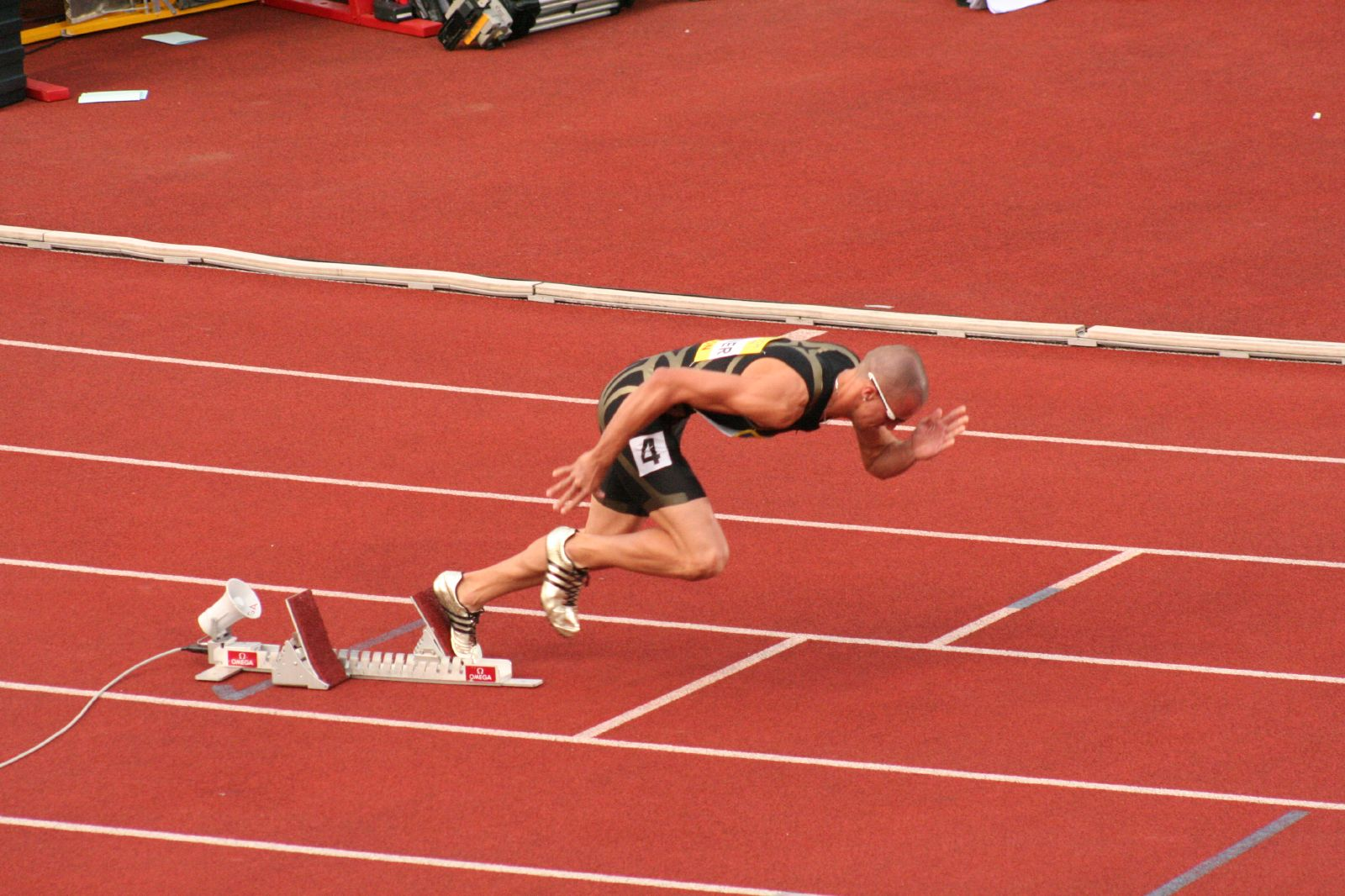
جيريمي وارينر بدء السباق من لبنة البداية

تُستخدم لبنات البداية لجميع منافسات الجري (حتى 400 متر) وسباق التتابع (المرحلة الأولى فقط، حتى 4x400 متر). تتكون لبنات البداية من مساند قدم قابلة للتعديل ملحقة بإطار صلب. تبدأ السباقات بإطلاق طلقة من مسدس صوت. أوامر البدء هي «على علاماتك» و «استعد». بمجرد أن يصبح جميع الرياضيين في وضع محدد، يتم إطلاق طلقة أخرى، ويبدأ السباق رسميًا. في سباق ال 100 متر يصطف جميع المنافسين جنبا إلى جنب. بينما في سباقات ال 200 متر و 300 متر و 400 متر، والتي بها منحنيات، تكون البداية مختلفة.
في حالة وجود مشكلات فنية مع البداية (نادرة الحدوث)، يتم عرض بطاقة خضراء لجميع الرياضيين. البطاقة الخضراء لا تعني أي عقوبة. إذا كان أحد الرياضيين غير راضٍ عن حالة المضمار بعد إعطاء الأمر «على علاماتك»، فيجب أن يرفع الرياضي يده قبل الأمر «استعد» وأن يوضح السبب لحكم البدء. والأمر متروك لحكم البدء لتحديد ما إذا كان السبب صحيحًا أم لا. في حالة اعتبار حكم البدء السبب غير صحيح، يتم إصدار بطاقة صفراء (تحذير) لهذا اللاعب، فإذا سبق تحذير هذا اللاعب يتم استبعاده.

### بداية خاطئة

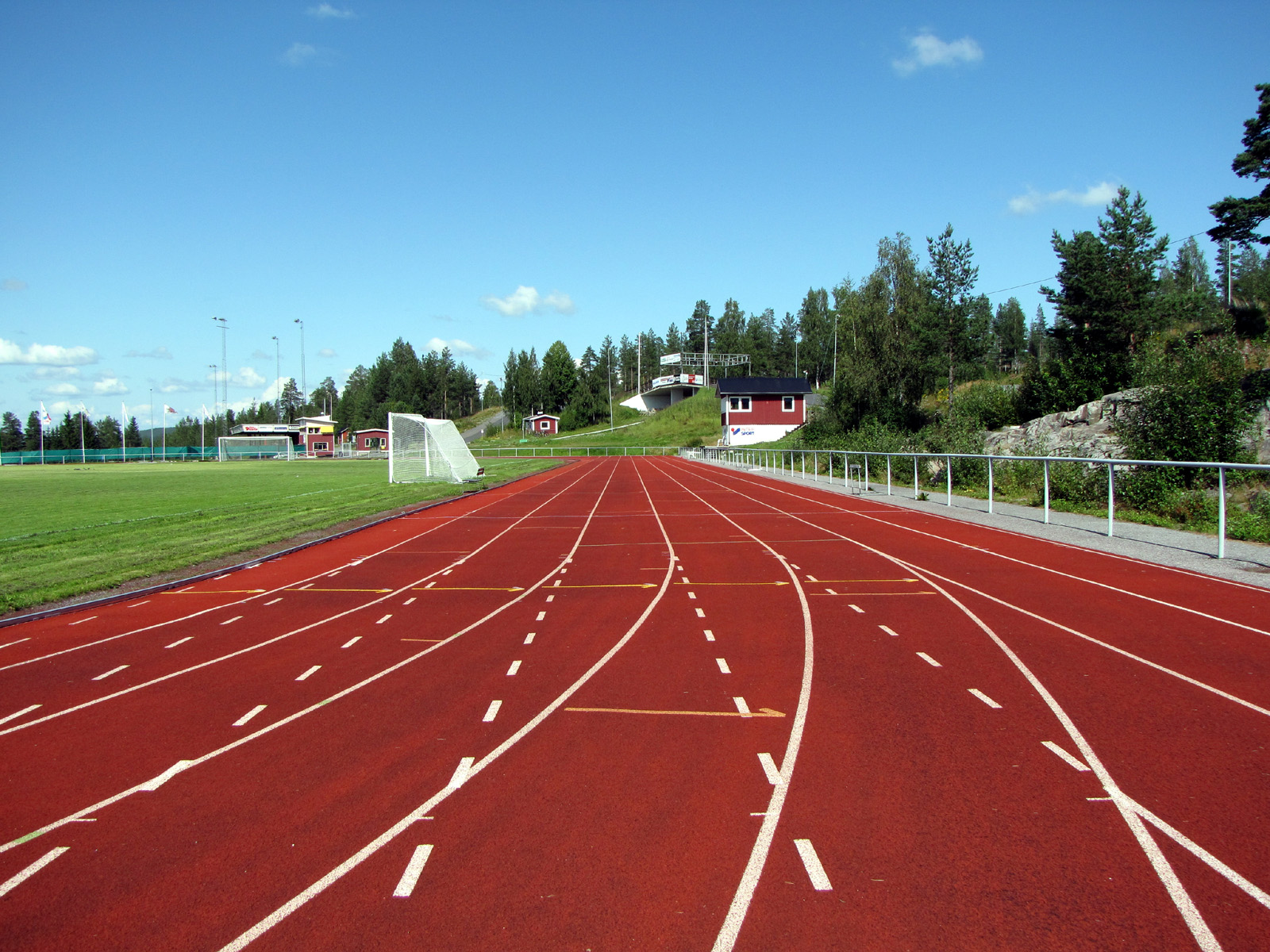
حارات العدو في أورنشولدسفيك، السويد كما يتضح من نقطة بداية ال 100 متر

وفقًا لقواعد الاتحاد الدولي لألعاب القوى، «لا يجوز للرياضي، بعد وضع الاستعداد، أن يبدأ حركته الأولى إلا بعد إطلاق الطلقة أو جهاز البدء المعتمد. إذا فعل ذلك في وقت سابق، فسيتم اعتباره بداية خاطئة.»
كان لينفورد كريستي، صاحب الميدالية الذهبية والفضية في سباق 100 متر الأوليمبي لبريطانيا، مشهورًا بالبدايات الخاطئة المتكررة، كانت أقل من زمن رد الفعل القانوني البالغ 0.1 من الثانية. ادعى كريستي ومدربه رون روددان أن البدايات الخاطئة كانت بسبب أن رد فعل كريستي الأقل من الوقت القانوني. أدت انطلاقاته الخاطئة المتكررة في نهاية المطاف إلى استبعاده من دورة الألعاب الأولمبية الصيفية لعام 1996 في أتلانتا جورجيا، الولايات المتحدة، بسبب بداية خاطئة ثانية من قبل كريستي. منذ يناير 2010، بموجب قواعد الاتحاد الدولي لألعاب القوى، تؤدي البداية الخاطئة لأحد الرياضيين إلى الاستبعاد. في عام 2012، تمت إضافة تطور جديد إلى قاعدة البداية الخاطئة. نظرًا لأنه قد يتم استبعاد بعض الرياضيين بسبب الوخز twitching في لبنات البداية، ولكن يمكن لبعض الرياضيين أن يقوموا بذلك دون أن يلاحظ حكم البدء فلا يستبعده، فقد تقرر أن الوخز في لبنة البداية أثناء وجوده في وضع «استعد» سيعاقب فقط بالحد الأقصى وهو البطاقة الصفراء أو التحذير. لكن ما يجعل اللاعب غير مؤهل على الفور بسبب البداية الخاطئة هو أن تترك أيدي الرياضي المسار أو أن تترك أقدامه لبنات البداية حينما يكون الرياضي في وضعه النهائي «استعد».

### الممرات

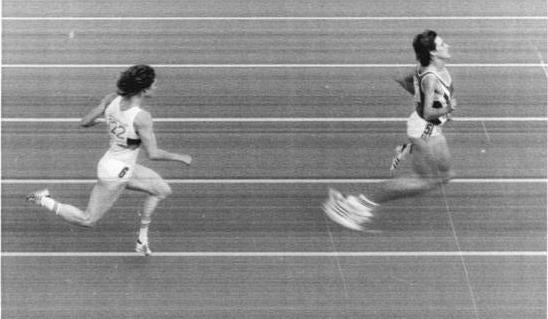
نهاية بطولة ألعاب القوى في ألمانيا الشرقية عام 1987

بالنسبة لجميع سباقات الأولمبياد، يجب أن يظل المتسابقون ضمن الممرات المخصصة لهم، والتي يبلغ عرضها 1.22 متر (4 قدم)، من البداية إلى النهاية. يمكن ترقيم الممرات من 1 إلى 8 أو 9 وأحيانا 10، بدءًا من المسار الداخلي. أي رياضي يركض خارج الممر المخصص لكسب ميزة يخضع للاستبعاد. إذا تم إجبار الرياضي على الركض خارج حارة السير من قِبل شخص آخر، ولم يتم اكتساب أي ميزة مادية، فلن يتم استبعاده. كذلك لا يتم استبعاد العداء الذي يبتعد عن مساره أو خطه، أو يعبر الخط الخارجي لممره، ولم يكتسب أي ميزة له، طالما لم يتم إعاقة أي عداء آخر.

### النهاية
الفائز هو أول رياضي يصل جذعه إلى المستوى العمودي من الحافة الأقرب لخط النهاية. عادةً ما يستخدم خلية ضوئية مزدوجة للتأكد من أن جذع العداء هو الذي تجاوز خط النهاية ليس ذراعه أو قدمه أو جزء آخر من جسمه. يتم تسجيل الوقت فقط من خلال نظام توقيت إلكتروني. تستخدم أنظمة إنهاء الصور أيضًا في بعض أحداث المضمار والميدان.

## تدريب العدو
بينما تلعب الوراثة دورًا كبيرًا في قدرة الفرد على الركض، يجب أن يكثف الرياضيون تدريباتهم لضمان قدرتهم على تحسين أدائهم. يتضمن تدريب العدو العديد من تدريبات الجري، واستهداف التسارع، وتطوير السرعة، والتحمل السريع، والتحمل الخاص. بالإضافة إلى ذلك، يؤدي الرياضيين تدريبات مكثفة كتدريبات القوة، فضلا عن تدريبات القفز. بصورة عامة، تُنتج طرق التدريب صفات تسمح للرياضيين بأن يكونوا أكثر قوة، على أمل الجري بشكل أسرع في نهاية المطاف.

## روابط خارجية
- أفضل 10 سباقات عدو في التاريخ
- IAAF قائمة سجلات العدو في XML